# Fábio Poletto
Fábio José Poletto (Poço das Antas, 13 febbraio 1989) è un giocatore di calcio a 5 brasiliano naturalizzato azero.

## Carriera
Laterale offensivo ambidestro, ha trascorso buona parte della carriera in patria, indossando le maglie di alcune tra le più blasonate società brasiliane: Carlos Barbosa, Atlântico e Jaraguá. Nel luglio del 2016 si trasferisce per sei mesi all'Araz Naxçıvan in modo da ottenere la cittadinanza azera e disputare con la selezione caucasica il Mondiale 2016. Poletto gioca cinque incontri della competizione, mettendo a segno una rete e fornendo inoltre un assist. Nel gennaio del 2017 ritorna in Brasile, accordandosi con il Copagril. La stagione successiva ritorna al Jaraguá, dove si trattiene fino ad agosto 2019 quando viene ceduto alla Feldi Eboli, società italiana militante in Serie A.

## Palmarès
- Coppa Intercontinentale: 1
Carlos Barbosa: 2012